# Paola Cocciaglia
Paola Andrea Cocciaglia (Buenos Aires, Argentina, 20 de enero de 1972 - Cariló, 11 de enero de 2005) fue una actriz de televisión argentina, famosa por haber sido funcionaria del expresidente Fernando de la Rúa.

## Carrera
Paola inicios su carrera al estudiar actuación volcando su profesionalismo en la pantalla chica en exitosas telenovelas, debutando a la edad de 10 años:
- 1982: Pelito junto a Gustavo Bermúdez y Adrián Suar
- 1990: Clave de Sol como Sandra, protagonizada por Pablo Rago, Leonardo Sbaraglia y Cecilia Dopazo
- 1991: Celeste como Gloria, protagonizada por Andrea del Boca y Gustavo Bermúdez
- 1994: Montaña rusa como Carolina, protagonizada por Nancy Duplaa y Gastón Pauls[1]

Luego a los 22 años abandona la actuación para dedicarse exclusivamente a la política. Se recibió de licenciada en comercio exterior y en noviembre de 1999 trabajó en la subsecretaría adjunta de la presidencia durante la gestión de De la Rúa. Era además una de las pocas personas con acceso a su círculo más íntimo, junto con su hijo Antonito de la Rúa, su hermano y ministro de Justicia, Jorge de la Rúa, su primo Eduardo, su amigo Fernando de Santibañes y su secretario privado Leonardo Aiello. En noviembre del 2000 ocupó el cargo de subsecretaria general de Fomento e Integración de Economías Regionales de la Jefatura de Gabinete.

## Tragedia y fallecimiento
Paola Andrea Cocciaglia falleció el 11 de enero de 2005 en un accidente automovilístico. Tal hecho ocurrió cerca de las 02.00 hs cuando su camioneta Land Rover azul, en la que además viajaban sus dos hijos de 2 y 3 años y otra mujer, se trasladaba por la ruta 11 desde Villa Gesell a Cariló. Al llegar al kilómetro 404, el vehículo se despistó y se apartó unos 15 metros de la cinta asfáltica. Luego la camioneta chocó contra el guard-rail, momento en que la mujer que viajaba en el asiento del acompañante salió despedida del habitáculo y murió al caer al asfalto, a unos 25 metros del vehículo. De los 2 menores que terminaron heridos, el varón también salió despedido del vehículo, mientras que la nena quedó aprisionada entre los dos asientos delanteros.
Cocciaglia, al ver a su acompañante muerta y a los dos niños heridos, caminó aturdida y desesperada hasta la ruta para pedir auxilio, sorpresivamente un Renault Clío, que era conducido por el periodista de Clarín, Guillermo Allerand, que no alcanzó a verla, la embistió, muriendo cuando era llevada en ambulancia al hospital de Pinamar, en donde sus hijos se recuperaron de las lesiones recibidas. Tenía 32 años.